# Велсбург (Ајова)
Велсбург (енгл. Wellsburg) град је у америчкој савезној држави Ајова. По попису становништва из 2010. у њему је живело 707 становника.

## Демографија
Према попису становништва из 2010. у граду је живело 707 становника, што је -9 (-1.3%) становника више него 2000. године.
| Група             | 2000.       | 2010.       |
| Белци             | 708 (98,9%) | 686 (97,0%) |
| Афроамериканци    | 0 (0,0%)    | 0 (0,0%)    |
| Азијати           | 3 (0,4%)    | 2 (0,3%)    |
| Хиспаноамериканци | 0 (0,0%)    | 15 (2,1%)   |
| Укупно            | 716         | 707         |